# 나윤민
나윤민(한국 한자: 羅允敏, 1987년 7월 11일 ~ )은 대한민국의 전 축구 선수이며, 포지션은 공격수였다.